# Atak na Shimonoseki (1864)
Atak na Shimonoseki – jedna z bitew (w 1864 r.) o kontrolę nad cieśniną Kanmon (inaczej Shimonoseki, dawniej Bakan), rozdzielającą japońskie wyspy Honsiu (Honshū) i Sikoku (Shikoku), ale łączącą Morze Japońskie z Morzem Wewnętrznym (Seto-naikai). Jest ważnym fragmentem dogodnego szlaku żeglugowego pomiędzy japońskimi portami na wybrzeżu Pacyfiku a portami japońskiego wybrzeża Morza Japońskiego i kontynentu azjatyckiego.  
Proces otwierania Japonii na świat w drugiej połowie XIX wieku (restauracja Meiji), a więc rozwijających się kontaktów z państwami Zachodu doprowadził zarówno do licznych konfliktów wewnętrznych (dot. m.in. koncepcji dalszego rozwoju), jak i różnego rodzaju aktów przemocy, gwałtów i bitew w styku z przybywającymi cudzoziemcami. Do głównych incydentów należą m.in.:
- zabicie w 1861 roku tłumacza pierwszego konsula generalnego Stanów Zjednoczonych w Japonii, Townsenda Harrisa (1804–1878);
- atak na brytyjskie poselstwo w Edo w 1861 roku;
- zabicie brytyjskiego kupca, Charles'a Lennoxa Richardsona (incydent w Namamugi) w 1862 roku;
- bombardowanie Kagoshimy w 1863 roku jako odwet brytyjski za zabójstwo Richardsona;
- spalenie poselstwa brytyjskiego przez oddziały hanu Chōshū w 1863 roku;
- ostrzelanie statków amerykańskich, brytyjskich, holenderskich i francuskich w cieśninie Kanmon przez artylerię nadbrzeżną Chōshū w 1863 roku[1][2].

Do ataku na Shimonoseki doszło w reakcji m.in. na powyższe, wcześniejsze ataki Japończyków, skierowane głównie przeciwko Brytyjczykom. Międzynarodowa eskadra składająca się z 9 okrętów brytyjskich, 3 francuskich, 4 holenderskich oraz 1 amerykańskiego – dowodzona przez wiceadmirała Augustusa Leopolda Kupera (1809–1885) – po uprzednim zbombardowaniu stanowisk japońskich w porcie, skierowała swoje oddziały do ataku lądowego. W ciągu czterech dni walk zniszczyły one forty obronne, przejęły artylerię i doprowadziły do kapitulacji Chōshū

## Galeria

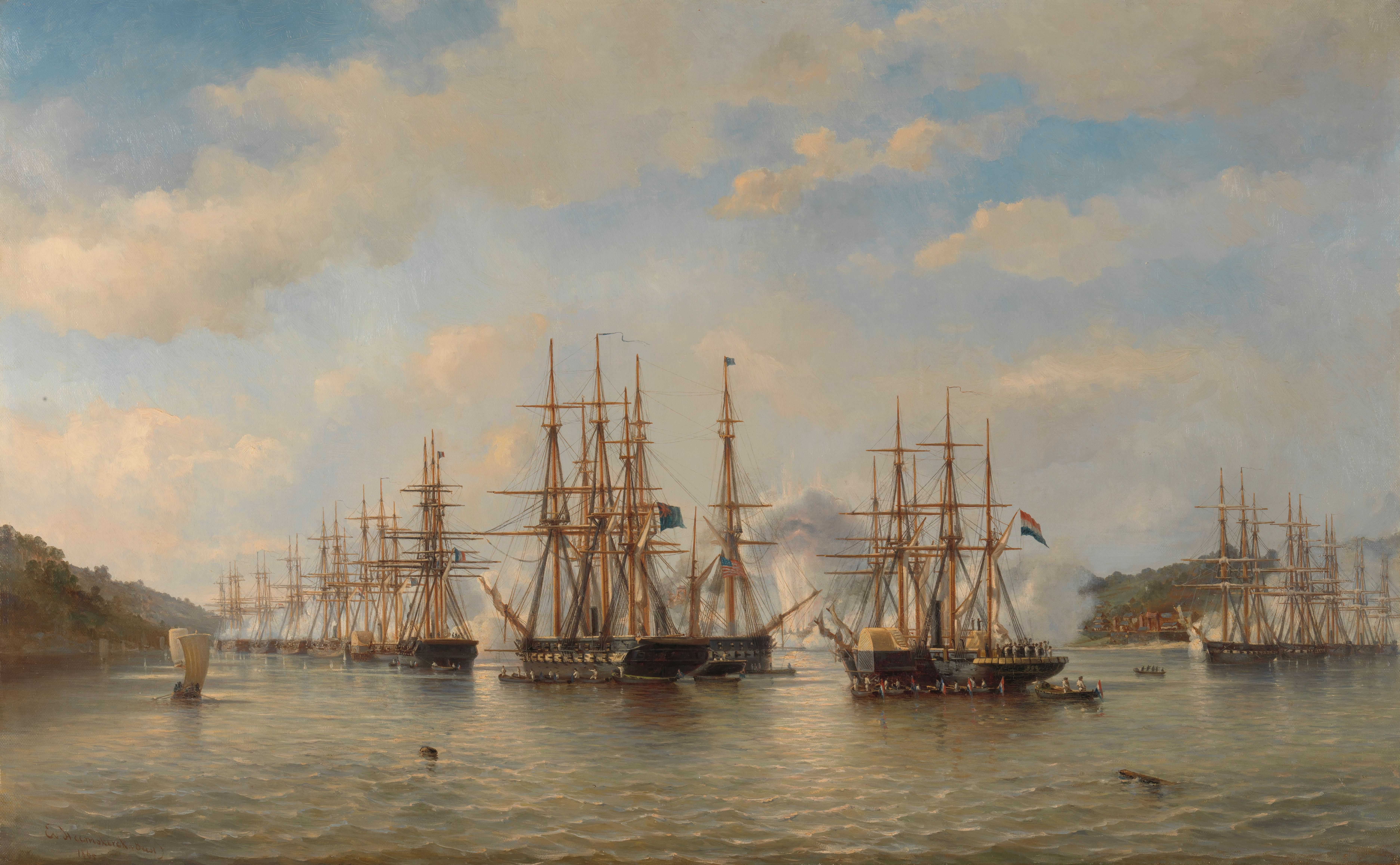
Jacob Eduard van Heemskerck van Beest (1828–1894), Okręty państw zachodnich w cieśninie Kanmon
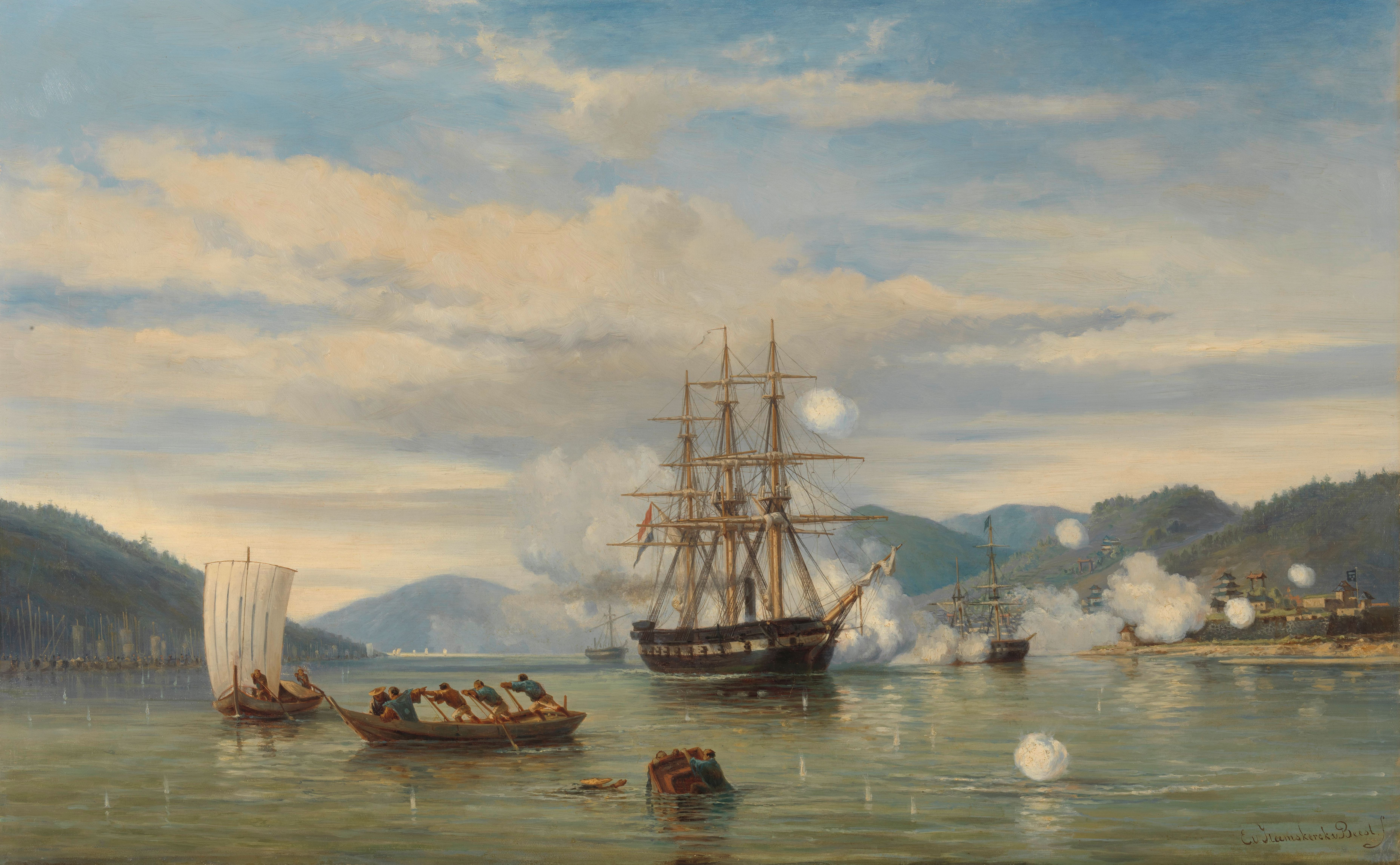
Jacob van Beest, Ostrzeliwany z brzegu holenderski okręt 'Medusa' forsuje przejście cieśniną
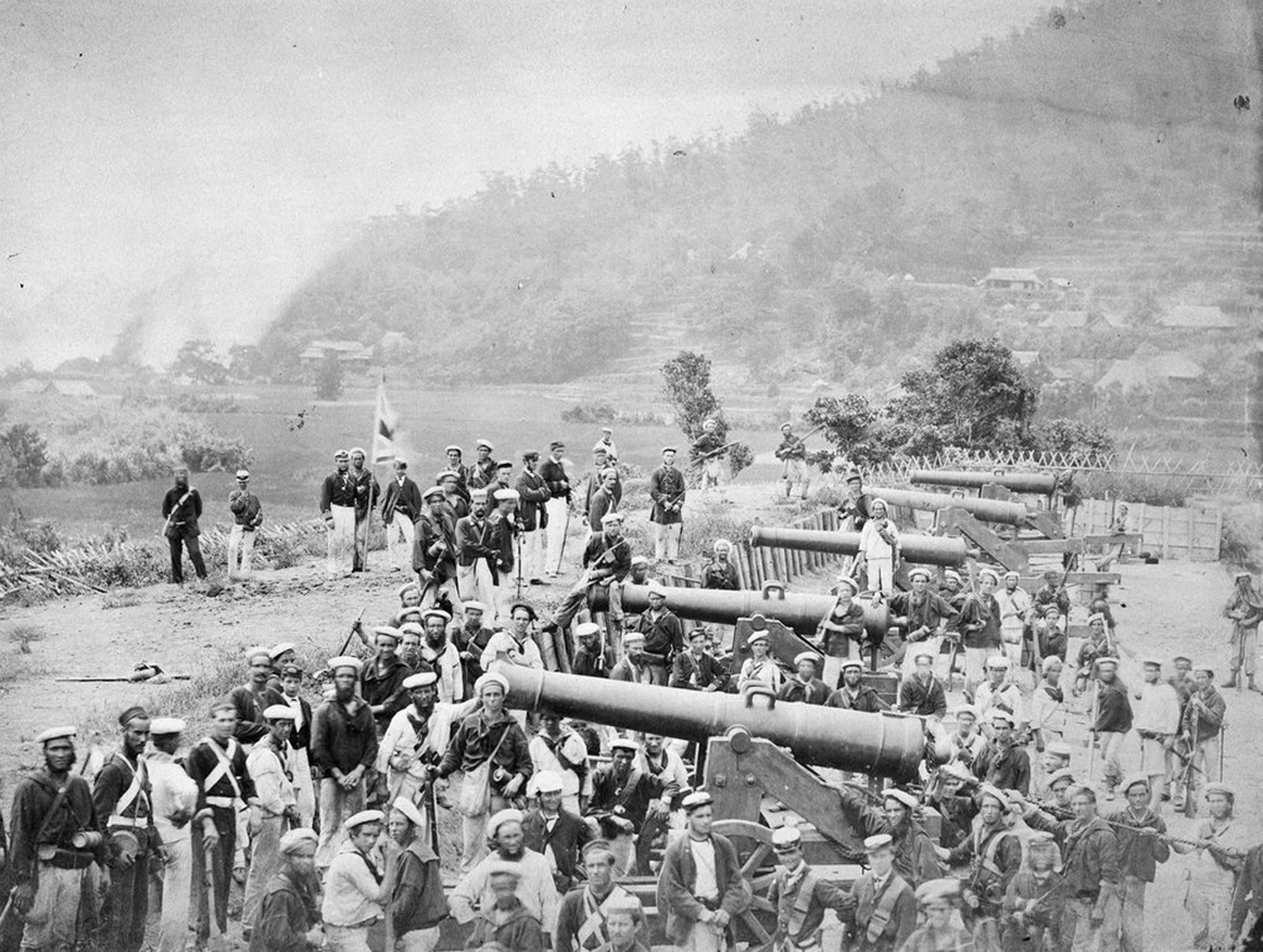
Przechwycone armaty Chōshū